# Hermann von Wätjen

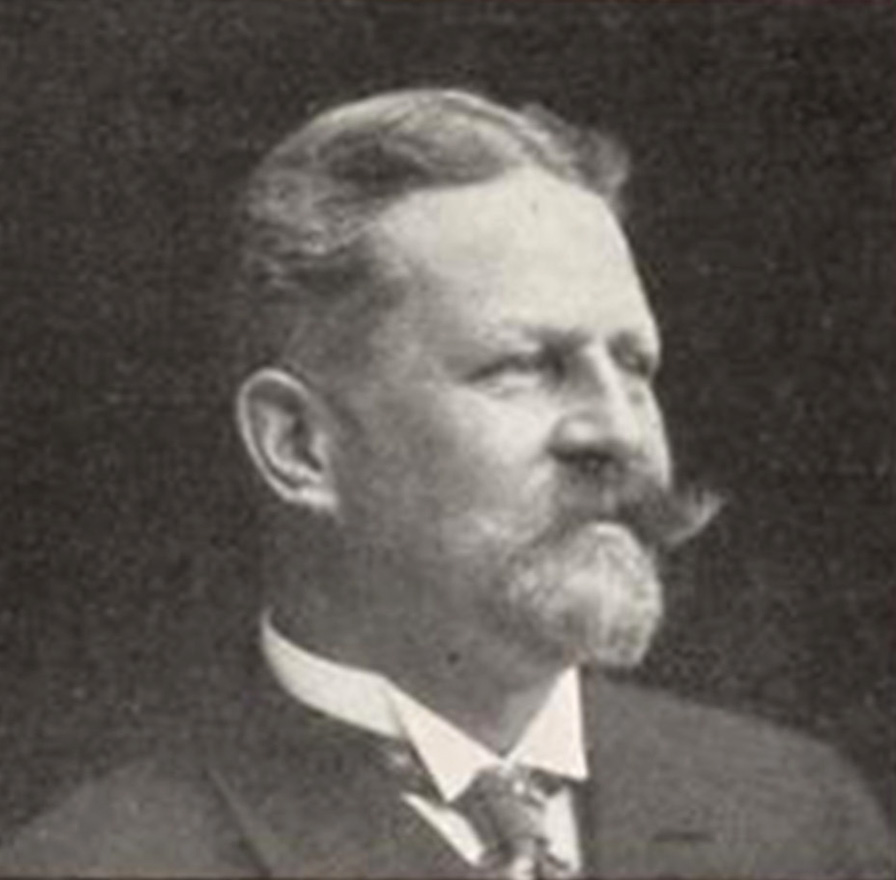
Hermann von Wätjen, um 1904

Hermann Nikolaus von Wätjen, bis 1888 Hermann Nikolaus (Nicolaus) Wätjen (* 1. Januar 1851 in Bremen; † 3. September 1911 in Altenrode bei Gielde, Landkreis Goslar, Provinz Hannover), war ein deutscher Verwaltungsbeamter, Politiker und Rittergutsbesitzer.

## Leben

Gruppenfoto der Familie Wätjen mit Vater Christian Heinrich Wätjen (sitzend mit weißem Hut auf dem Schoß in der Bildmitte), Hermann Wätjen (Erster von rechts stehend), davor seine Frau Clara Antonia, geborene Vautier (sitzend), 1885

Hermann Wätjen wuchs unter neun Geschwistern als fünfter Sohn des Bremer Reeders Christian Heinrich Wätjen und dessen Ehefrau Dorothee Catherine Louise, geborene Delius (1818–1859), in Bremen auf. Er wurde evangelisch getauft. Sein Vater übernahm 1858 von dessen Vater, dem Bremer Senator Diedrich Heinrich Wätjen, die Reederei D. H. Wätjen und Co. und begann damit, den Familiensitz in Blumenthal, das Landhaus Wätjen, schlossartig auszubauen. 1871 kaufte sein Vater das 205 Hektar große Rittergut Altenrode, das er ebenfalls im Stile der Zeit herrschaftlich ausbauen ließ. Zu Hermanns frühem Freundeskreis zählte der Dichter Heinrich Bulthaupt.
Nach der Schulausbildung studierte er Rechtswissenschaften in Bonn und wurde im Wintersemester 1871/72 Mitglied im Bonner Kreis. Nach seiner juristischen Ausbildung begann er die Beamtenlaufbahn und trat 1880 unter Beförderung zum Regierungs-Assessor in das Kollegium der Königlichen Regierung in Düsseldorf ein. 1886 stieg er dort zum Regierungsrat auf.

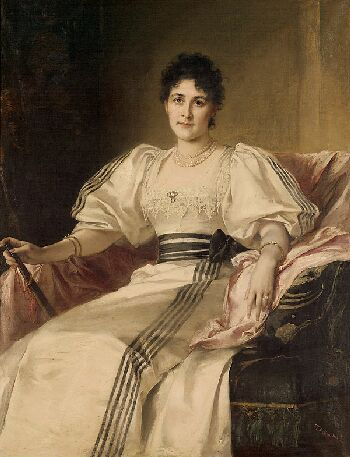
Ehefrau Clara Antonia von Wätjen, geborene Vautier, gemalt von Friedrich August von Kaulbach, 1880er Jahre

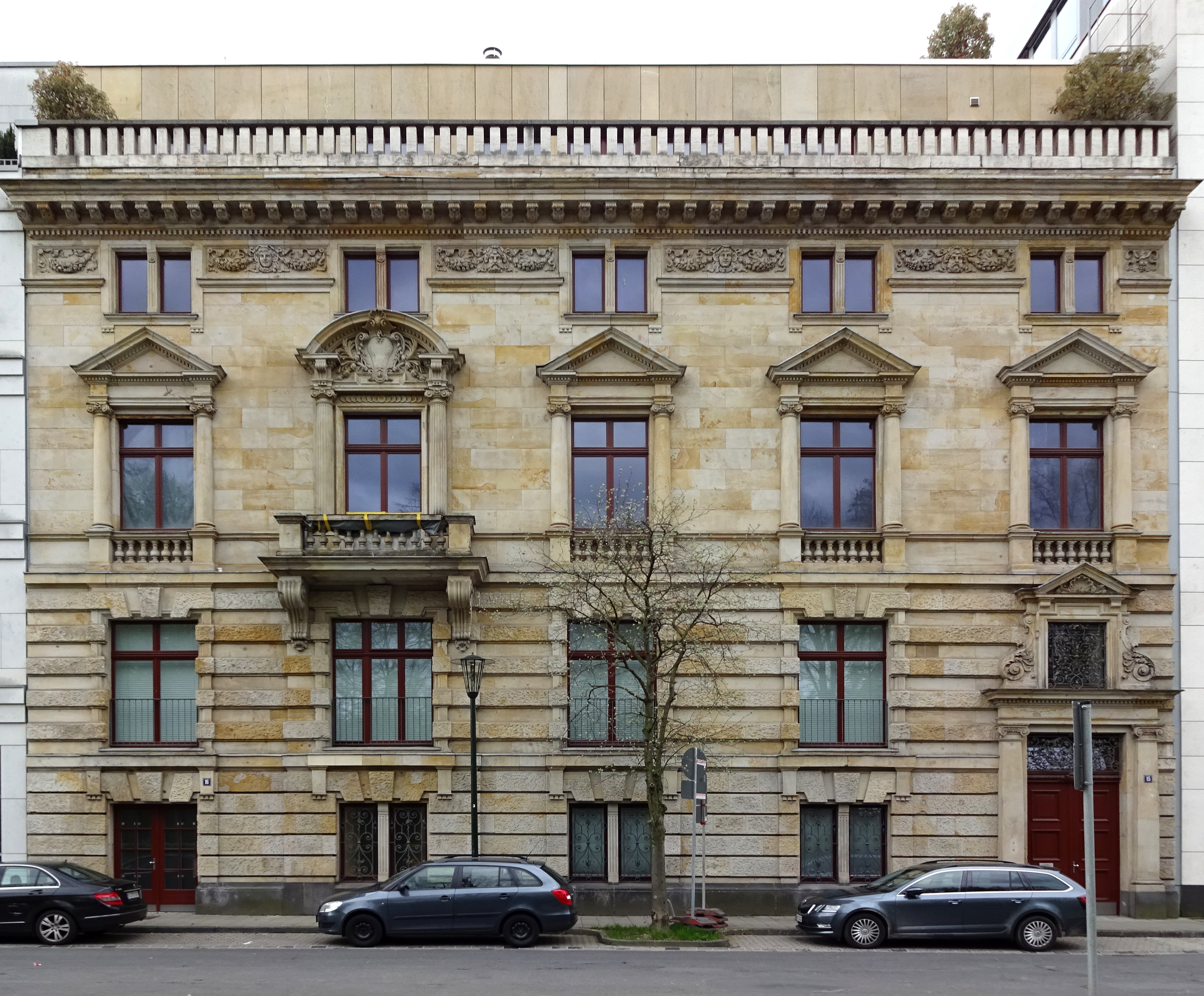
Wätjens Stadthaus Goltsteinstraße 15/16

Am 11./ 12. August 1880 heiratete er in Düsseldorf Clara Antonia (1862–1944), die einzige Tochter des Düsseldorfer Genremalers Benjamin Vautier. Über seine Ehefrau wurde er Schwager der Maler Karl und Otto Vautier sowie des Kaufmanns Paul Louis Vautier. Das Paar, das sich 1899 von dem Architekten Max Wöhler in der Düsseldorfer Goltsteinstraße 15/16 ein großbürgerliches Stadthaus erbauen ließ, bekam zwei Töchter und zwei Söhne. Der 1881 geborene Sohn Otto wurde Maler und war als solcher in Paris und Düsseldorf tätig. 1914 heiratete er die Malerin Marie Laurencin. Die 1884 geborene Tochter Elisabeth Luise (Lilli) heiratete 1905 den Kunsthistoriker Paul Clemen. Gerda Agnes, die 1886 das Licht der Welt erblickte, wurde Sängerin. Sie war ab 1909 in erster Ehe mit dem Schweizer Bildhauer Hermann Haller vermählt. 1916 heiratete sie in New York den Komponisten Carl Friedberg. Der 1905 geborene jüngste Sohn Hans Hermann verstarb 1922.
1892 beendete Wätjen seine aktive Beamtenlaufbahn, um sich als Stadtverordneter und Mitglied der liberalen Fraktion verstärkt um kommunalpolitische Angelegenheiten kümmern zu können. Ferner ließ er sich 1894, 1900 und 1906 als Düsseldorfer Vertreter in den Provinziallandtag der Rheinprovinz wählen. Außerdem engagierte er sich als Vorsitzender des Verwaltungsrats des Kunstvereins für die Rheinlande und Westfalen, als Mitglied des künstlerischen Beirats der Zeitschrift Die Rheinlande, in einem Gremium zur Vorbereitung der Industrie- und Gewerbeausstellung Düsseldorf 1902 und im Vorstand der Internationalen Kunstausstellung Düsseldorf 1904.

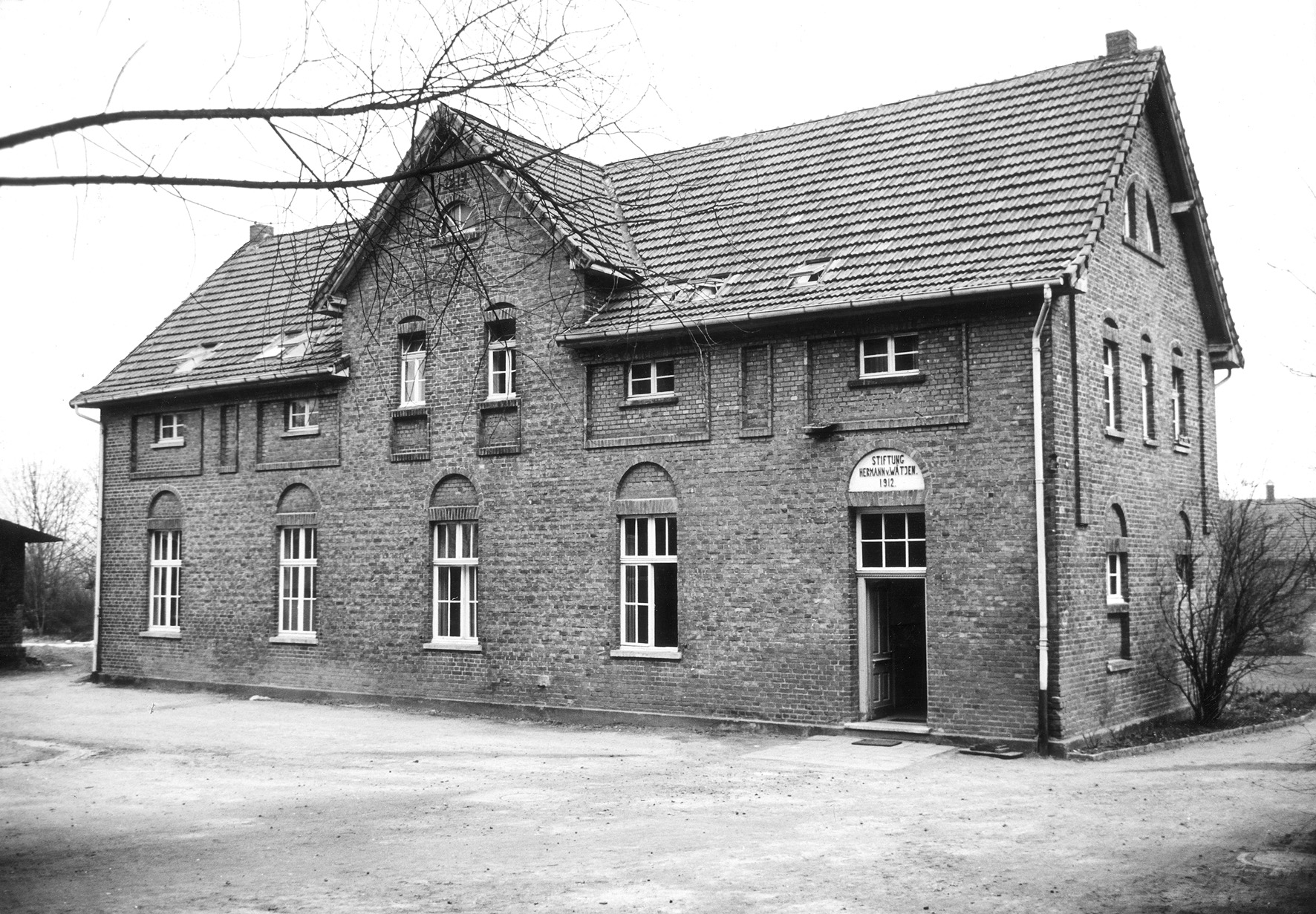
Haus der Arbeiterkolonie Lühlerheim

Ferner fungierte er als Vorsitzender des „Vereins für Arbeitsnachweis, sowie Beschäftigung und Verpflegung von Arbeitssuchenden in Düsseldorf“, dessen Anliegen es war, Wanderarbeitern eine Wanderarbeitsstätte mit Herberge und Arbeitsnachweis anzubieten. Peter Klausener, Landesrat in der Verwaltung der Rheinprovinz, war in diesem Verein sein Stellvertreter. Als Vorsitzender des Kuratoriums der Arbeiterkolonie Lühlerheim, eines Sozialprojekts des „Rheinischen Vereins wider die Vagabundennoth“, führte Wätjen Kollekten unter evangelischen Einwohnern der Rheinprovinz durch. Diese Sozialeinrichtung wurde auch durch eine Stiftung mit seinem Namen gefördert. Der Städtischen Gemäldesammlung schenkte er 1887 ein Bild des Düsseldorfer Malers Andreas Achenbach, das den Titel „Todtenfeier des sel. Kaplan Hardung in der Lambertuskirche zu Düsseldorf“ trug.
Mit Datum vom 5. Mai 1888 wurden Hermann Wätjen und sein jüngster Bruder Johannes Karl (1859–1928) anlässlich der Thronbesteigung Friedrichs III. in den preußischen Adelsstand erhoben. 1892 verlieh ihm Wilhelm II. den Roten Adlerorden 4. Klasse, 1903 den Königlichen Kronen-Orden 3. Klasse und 1905 den Charakter eines Geheimen Regierungsrats.
Hermann von Wätjen starb im Alter von 60 Jahren an einem Schlaganfall auf seinem Rittergut Altenrode.